# Russell Drysdale
Sir George Russell Drysdale (Bognor Regis, 7 febbraio 1912 – Sydney, 29 giugno 1981) è stato un pittore australiano di origine britannica.
Vinse il prestigioso Premio Wynne per la pittura paesaggistica nel 1947; ha rappresentato l'Australia alla Biennale di Venezia nel 1954.